# Ахмедов, Тофик Газанфар оглы
Ахмедов Тофик Газанфар оглы (азерб. Tofiq Qəzənfər oğlu Əhmədov; 8 февраль 1924, Баку — 23 март 1981, Баку) — советский азербайджанский композитор и дирижёр. Создатель и художественный руководитель эстрадно-симфонического оркестра им. Тофика Ахмедова (1956—1979). Народный артист Азербайджанской ССР (1977).

## Биография и творчество
Родился 8 февраля 1924 года в Баку. В 1941 году присоединился в качестве кларнетиста и саксофониста к вновь созданному эстрадно-симфоническому оркестру, руководителем и дирижёром которого был композитор Тофик Кулиев. С 1942 по 1945 год работал в эстрадном ансамбле Каспийской флотилии.
В 1952 году получил специальность кларнета духового отделения Азербайджанской государственной консерватории. В 1953 году был приглашён в эстрадный оркестр под руководством Эди Рознера в Москву и в течение четырёх лет являлся концертмейстером этого оркестра. В 1957 году вернулся в Баку и создал эстрадный оркестр «Мы из Баку», который возглавлял до 1961 года.
С 1960 по 1981 год был руководителем и главным дирижёром Эстрадного оркестра Азербайджанского радио. В оркестр он пригласил студентов и выпускников Музыкального училища имени Асафа Зейналлы и Азербайджанской государственной консерватории. Им были привлечены Муслим Магомаев, Шовкет Алекперова, Гульага Мамедов, Лютфияр Иманов, Рауф Атакишиев, а также Натаван Шейхова, Ильхама Гулиева, Рауф Адыгезелов, Мобил Ахмедов, Зулейха Мирисмайлова, Ялчын Рзазаде, Мубариз Тагиев, Акиф Исламзаде, Флора Керимова, Эльмира Рагимова и другие, вступившие на сцену под руководством Тофика Ахмедова. Он оставался художественным руководителем и главным дирижёром этого коллектива до конца своей жизни.
Эстрадно-симфонический оркестр исполнял произведения Рауфа Гаджиева. Его композиции «Наши ритмы», «Лирический танец» и другие произведения и песни исполнялись в интерпретации оркестра. Кроме того, в репертуаре оркестра присутствуют произведения и других композиторов, таких как Саид Рустамов, Джахангир Джахангиров, Васиф Адыгезелов, Рамиз Мустафаев, Хайям Мирзазаде, Азиз Азизов, Октай Казими, Рамиз Миршли, Джаваншир Гулиев, Мобиль Бабаев, Фаик Суджаддинов, Эльдар Мансуров, Октай Раджабов, Муса Мирзоев, Рухангиз Гасымова и других.
Творчество Тофика Ахмедова можно разделить на несколько этапов. Он являлся исполнителем, дирижёром, композитором и организатором музыкальных мероприятий. В качестве композитора у него есть множество песен и множество произведений для оркестра. Он сотрудничал с такими поэтами, как Фамиль Мехди, Фикрет Годжа, Тофик Муталлибов, Рафиг Зека Хандан, Нусрет Кесеменли, и использовал их стихи в своем творчестве.
Эстрадно-симфонический оркестр Азербайджанского телевидения и радио, созданный Тофиком Ахмедовым, с самых первых лет своей деятельности, приобрёл значительное влияние как в республике, так и за её пределами. После смерти Тофика Ахмедова оркестр продолжает его наследие.
Умер 22 марта 1981 года.

## Фильмография
- «Концерт оркестра Тофика Ахмедова» (фильм, 1962)
- «Свекровь» (фильм, 1978)
- «Октай Агаев. Прошлые дни» (фильм, 2004)

## Награды и премии
- Заслуженный артист Азербайджанской ССР (25 мая 1960)[6]
- Народный артист Азербайджанской ССР (19 марта 1977)[7]
- Золотая медаль IX Всемирного фестиваля молодёжи и студентов в Софии (Болгария) (1968)
- Премия «Золотой Орфей»